# Jarmo Hoogendijk
Jarmo Hoogendijk (* 28. März 1965 in Den Helder) ist ein niederländischer Trompeter des Modern Jazz.

## Leben und Wirken
Hoogendijk studierte bei Ack van Rooyen am Konservatorium in Den Haag und nahm privaten Unterricht bei Woody Shaw. Gemeinsam mit Ben van den Dungen gründete er 1984 ein Hardbop orientiertes Quintett, mit dem er beim North Sea Jazz Festival 1986 Aufmerksamkeit erzielte und in den folgenden Jahren mehrere Alben einspielte. Außerdem arbeitete er mit Art Taylor, Charles McPherson, J. J. Johnson, Ron Matthews, Frank Foster und Jimmy Heath, mit denen er bei zahlreichen europäischen Festivals auftrat. Daneben spielte er mit „Nueva Manteca“ Latin Jazz. Ali Haurand präsentierte ihn im „European Jazz Ensemble“ und im „European Trumpet Summit“ (CD „Live“, 1994). 2001 stellte Hoogendijk mit Ben van den Dungen sein neues Quintett vor. Er spielte auch mit Rita Reys, Luluk Purwanto, Amina Figarova, dem Quintett von Wolfert Brederode/Eric Ineke und dem Trio von Rein de Graaff.
Seit 1990 unterrichtete Hoogendijk an den Konservatorien von Rotterdam und Den Haag. Aufgrund eines schadhaften Mundstücks zog er sich 2004 eine Lippenverletzung zu, die ihn seitdem am Spielen hindert. Seit 2018 ist er Hochschullehrer am Conservatorium van Amsterdam.

## Diskographische Hinweise
- Heart of the Matter (1987)
- Speak Up (1989)
- Run for Your Wife (1991)
- Double Dutch (1993)

## Lexigraphische Einträge
- Martin Kunzler: Jazz-Lexikon. Band 1: A–L (= rororo-Sachbuch. Bd. 16512). 2. Auflage. Rowohlt, Reinbek bei Hamburg 2004, ISBN 3-499-16512-0.